# Matheus Leoni
Matheus Leoni (sinh 20 tháng 9 năm 1991) là một cầu thủ bóng đá Brasil thi đấu ở vị trí hậu vệ cho câu lạc bộ Bulgarian First League Beroe Stara Zagora.